# Tommy Dreamer

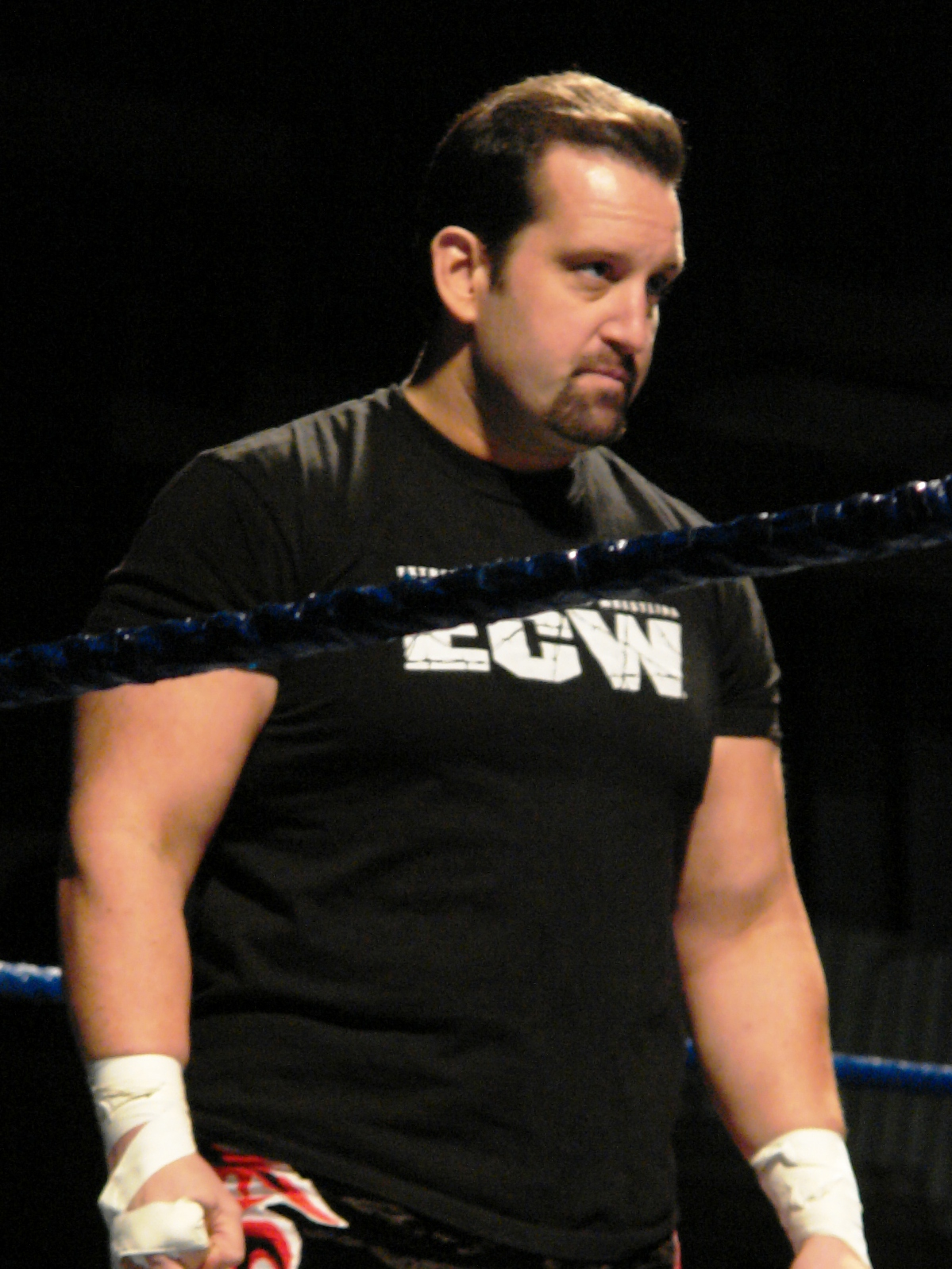
Tommy Dreamer

Tommy Dreamer, född 14 februari 1971 och uppväxt i New York är en amerikansk fribrottare.
Tommy Dreamer började sin fysiska träning för brottarkarriären 1989, när han utbildades professionellt av Johnny Rodz. Han arbetade ursprungligen i International World Class Championship Wrestling (IWCCW) under ringnamnet T.D Madison.
Dreamer är en av ECW:s mest kända och bästa fribrottare genom tiderna. Han har bland annat vunnit Hardcore champion 14 gånger. Hans avslutare är DDT och ECW low kick. Han har vunnit ECW-titeln 2 gånger en gång i original-ECW och en gång i WWE. Han har vunnit ECW-Tag team titlarna 3 gånger, en med Johnny Gunn, 1 gång med Raven och en gång med Masato Tanaka.
Han har fått smeknamnet "ECW's Hjärta och Själ".